# 生産出荷
生産出荷（せいさんしゅっか）とはある製品が生産拠点、すなわち畑や工場から自社倉庫に出荷されること。またその数を表す単位。主に生産数と出荷数の乖離が発生しやすい農業や林業、水産業などの第一次産業で使われている。

## 概要
農業を例に取った場合、一般的には次のような流通経路がとられている。
生産者（農家）→農協→市場→小売店→消費者
生産者から農協に出されることが生産出荷であり、農協から市場（または小売店）に出されることが出荷である。
（業種によっては農協、市場、小売店に当たる箇所が複数存在したり、なかったり、内部で循環することがある）
乖離が発生する理由には、農業の場合以下のようなものが挙げられる。
- 豊作の場合、価格の暴落を防ぐため、生産数のうちの一部だけを出荷対象とする。
- 風評被害やブームの終焉などにより生産者が想定していた需要が望めなくなった場合。
- 病虫害や自然災害などにより販売に適さなくなったものは出荷できなくなる。
- 大きさや形状などで規格が分かれている作物の場合、その枠内に収まらないもの（いわゆる「うらなり」）は作物として異常がなくても出荷から除かれる。ただし、ジュースなどの加工用としての販路が出来上がっている場合もある。
- 農家が直接、消費者に販売した場合。